# Regine Mösenlechner
Regine Mösenlechner (Inzell, 1º aprile 1961) è un'ex sciatrice alpina tedesca.
Fino alla riunificazione tedesca (1990) gareggiò per la nazionale tedesca occidentale.
Sciatrice polivalente in attività tra la metà degli anni 1970 e i primi anni 1990, fu in grado in carriera di conquistare una vittoria in Coppa del Mondo e la medaglia di bronzo nella discesa libera ai Mondiali di Crans-Montana 1987.

## Biografia
Il primo piazzamento della carriera della Mösenlechner fu il 7º posto ottenuto nello slalom speciale di Coppa del Mondo disputato il 4 gennaio 1975 a Garmisch-Partenkirchen, quando l'atleta bavarese non aveva ancora compiuto quattordici anni. Nella stessa località partecipò tre anni dopo ai Mondiali del 1978, dove nello slalom speciale fu 10ª, mentre l'anno dopo vinse la medaglia d'oro, sempre nello slalom speciale, agli Europei juniores di Achenkirch 1979.
Esordì ai Giochi olimpici invernali a Lake Placid 1980, dove non concluse né lo slalom gigante né lo slalom speciale; il 6 marzo 1981 colse ad Aspen il primo podio in Coppa del Mondo, piazzandosi 2ª in discesa libera. Tre anni dopo ai XIV Giochi olimpici invernali di Sarajevo 1984 si classificò 17ª nella discesa libera, mentre ai Mondiali di Bormio 1985 fu 5ª nella discesa libera e 14ª nella combinata.
Ai Mondiali di Crans-Montana 1987 vinse la medaglia di bronzo nella discesa libera e si piazzò 14ª nel supergigante; l'anno dopo ai XV Giochi olimpici invernali di Calgary 1988 nelle medesime specialità si classificò rispettivamente al 7º e al 4º posto. Ai Mondiali di Vail 1989 fu 5ª nel supergigante; il 2 dicembre dello stesso anno, ancora a Vail e ancora in supergigante, ottenne il suo unico successo in Coppa del Mondo, nonché ultimo podio. L'ultimo piazzamento della sua carriera agonistica fu il 14º posto colto nel supergigante dei XVI Giochi olimpici invernali di Albertville 1992, disputato il 18 febbraio; è sposata con Armin Bittner, a sua volta sciatore alpino.

## Palmarès

### Mondiali
- 1 medaglia:
  - 1 bronzo (discesa libera a Crans-Montana 1987)

### Europei juniores
- 1 medaglia[1][2]:
  - 1 oro (slalom speciale ad Achenkirch 1979)

### Coppa del Mondo
- Miglior piazzamento in classifica generale: 12ª nel 1979
- 8 podi:
  - 1 vittoria
  - 4 secondi posti
  - 3 terzi posti

#### Coppa del Mondo - vittorie
| Data            | Località | Paese       | Specialità |
| --------------- | -------- | ----------- | ---------- |
| 2 dicembre 1989 | Vail     | Stati Uniti | SG         |

Legenda:

SG = supergigante

### Campionati tedeschi
- 3 medaglie (dati parziali fino alla stagione 1985-1986)[4]:
  - 2 ori (discesa libera nel 1984; discesa libera nel 1986)
  - 1 argento (discesa libera nel 1987)